# Adelowalkeria
Adelowalkeria é um gênero de mariposa pertencente à família Bombycidae.

## Espécies
- Adelowalkeria caeca (Lemaire, 1969)
- Adelowalkeria eugenia (Druce, 1904) — Equador
- Adelowalkeria flavosignata (Walker, 1865) — região sul do Brasil
- Adelowalkeria plateada (Schaus, 1905) — Equador
- Adelowalkeria torresi (Travassos & May, 1941)
- Adelowalkeria tristygma (Boisduval, 1872)